# قطعنامه ۲۰۲۷ شورای امنیت
قطعنامه ۲۰۲۷ شورای امنیت سازمان ملل متحد که در تاریخ ۲۰ دسامبر ۲۰۱۱ تصویب شد، سندی بین‌المللی دربارهٔ بررسی وضعیت در بوروندی است. این قطعنامه طی نشست ۶۶۹۱ام با ۰ رای موافق، ۰ مخالف و ۰ ممتنع تصویب شد.